# 格奥尔格斯·佩里西斯
格奥尔格斯·佩里西斯（1947年6月18日—），或译作培勒西斯，拉脫維亞作曲家。生于里加，是哈恰图良的学生，现任教于拉脱维亚国家音乐学院。
他曾经与著名的拉脱维亚小提琴家基东·克雷默合作。